# Tannerie de Madjéma
La Tannerie de Madjéma, est un centre de traitement et de transformation de la peau en cuir. Les peaux d’animaux (crocodile, zébu, mouton ou serpent) y sont traitées pour la production du cuir. Elle est située à Madjéma dans le département du Diamaré, région de l’Extrême-Nord Cameroun.

## Histoire
La tannerie de Madjéma à Maroua a subi plusieurs mutations. En 1962, le tannage se fait dans le domicile des tanneurs, puis dans les lieux ouverts dans le quartier Patchiguinari actuel hardé. En 1982, elle est déplacée à Madjéma, un endroit situé sur la route de Mindif dans le cadre de l’assainissement de la ville de Maroua,.

### Infrastructures

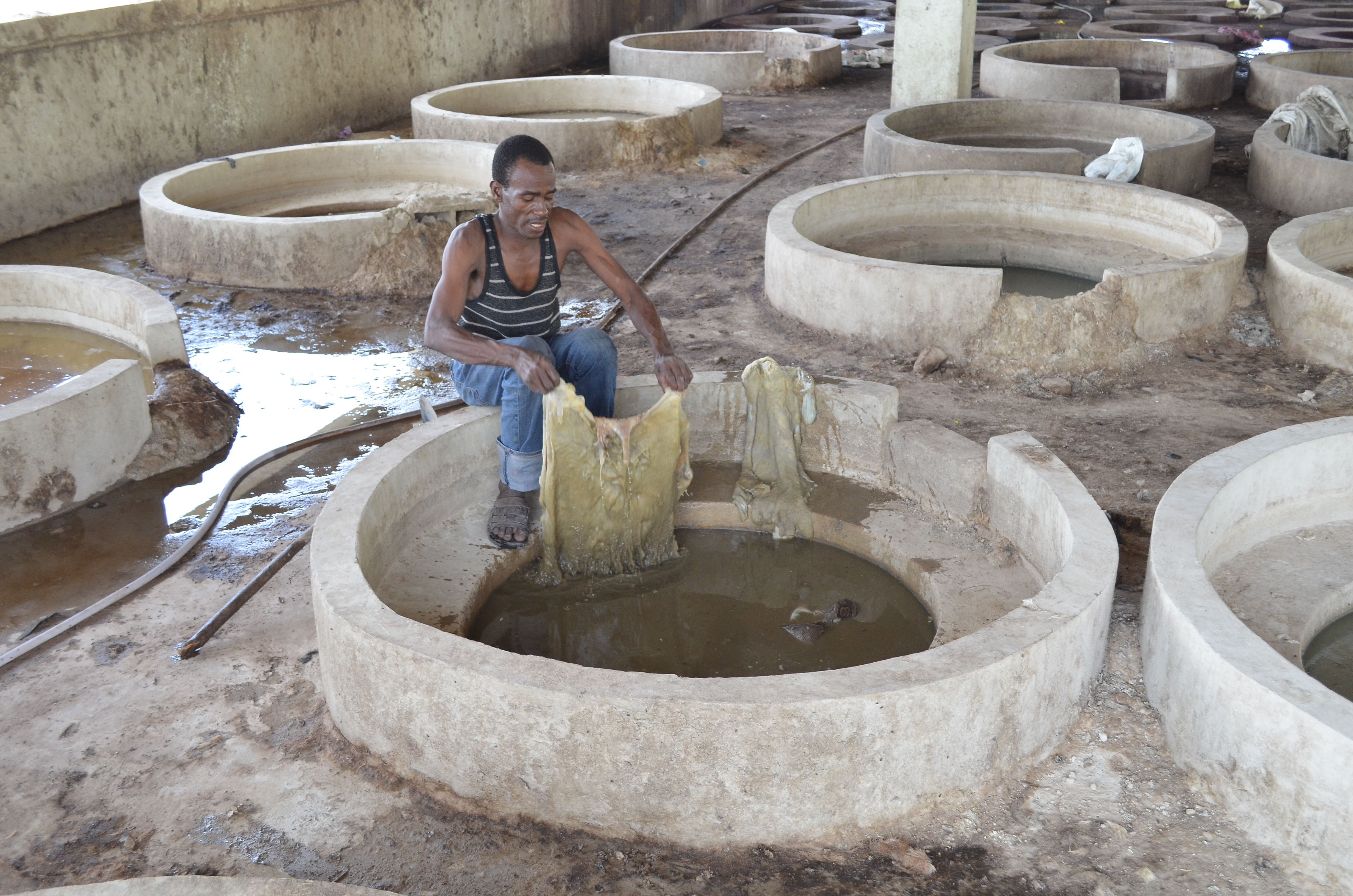
Bassins construits en ciment à la tannerie de Madjéma

La tannerie de Madjéma dispose des bassins construits en ciment pour faire le tannage,elle dispose également d’un bâtiment administratif, d’un magazine et d'un hangar pour les ateliers.

### Transformation

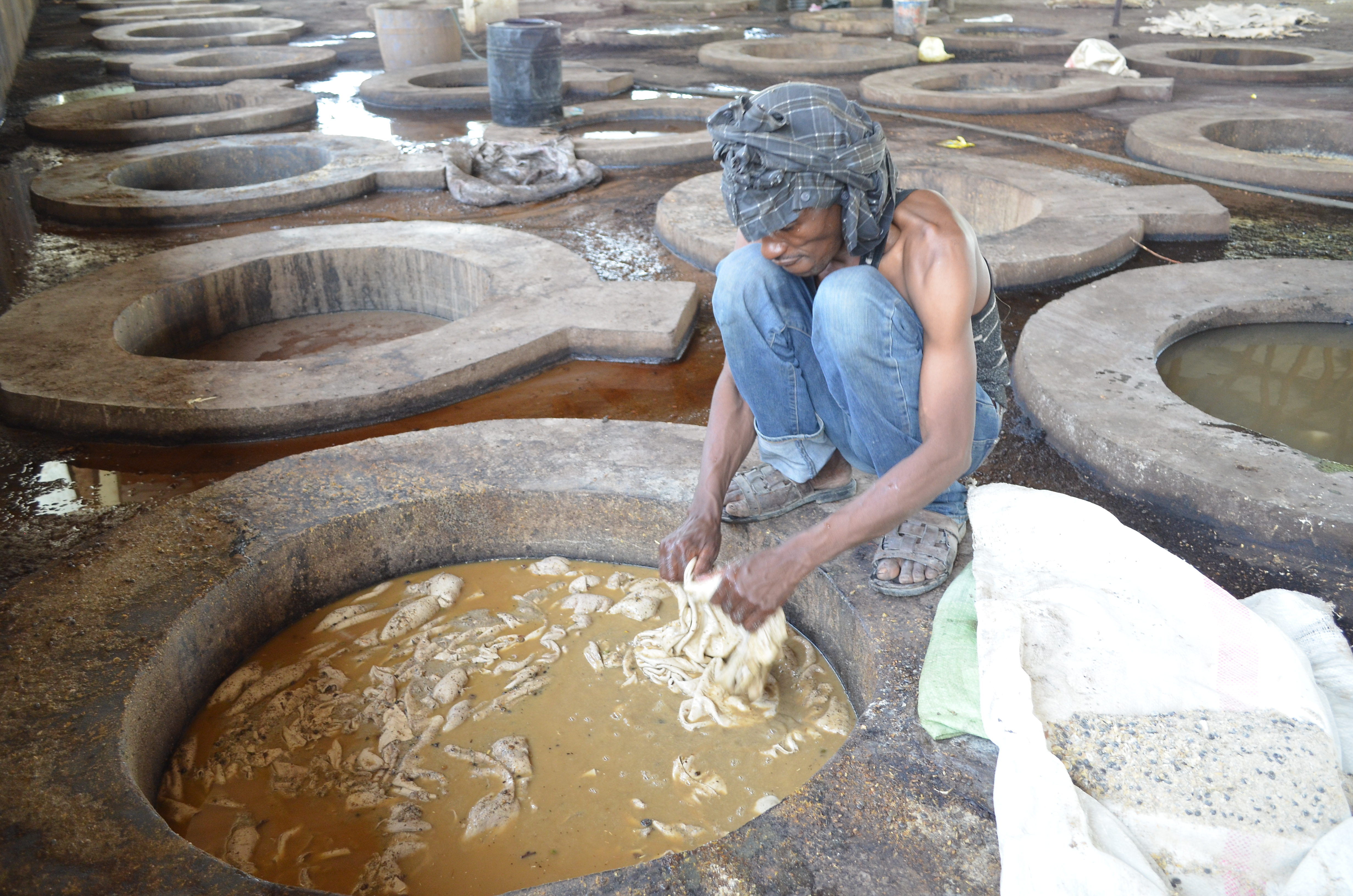
Transformation de la peau en cuire

La transformation de la peau en cuir à la tannerie de Madjéma suit plusieurs processus. Elle démarre par la collecte des peaux puis l'utilisation des produits tels que les fientes d'oiseaux, la cendre de bois, le sel gemme et les graines d'acacia pour le nettoyage. Ensuite la peau est immergée dans une eau chargée de cendres de bois pour une durée de trois jours et l'enlèvement des poils avec un grand couteau,.